# Kalyandurg
Kalyandurg è una suddivisione dell'India, classificata come census town, di 29.272 abitanti, situata nel distretto di Anantapur, nello stato federato dell'Andhra Pradesh. In base al numero di abitanti la città rientra nella classe III (da 20.000 a 49.999 persone).

## Geografia fisica
La città è situata a 14° 33' 0 N e 77° 5' 60 E e ha un'altitudine di 591 m s.l.m..

## Società

### Evoluzione demografica
Al censimento del 2001 la popolazione di Kalyandurg assommava a 29.272 persone, delle quali 14.842 maschi e 14.430 femmine. I bambini di età inferiore o uguale ai sei anni assommavano a 3.763, dei quali 1.891 maschi e 1.872 femmine. Infine, coloro che erano in grado di saper almeno leggere e scrivere erano 17.888, dei quali 10.268 maschi e 7.620 femmine.